# Karlsburg
Karlsburg är en kommun och ort i Landkreis Vorpommern-Greifswald i förbundslandet Mecklenburg-Vorpommern i Tyskland. Den tidigare kommunen Lühmannsdorf uppgick i Karlsburg 26 maj 2019.
Kommunen ingår i kommunalförbundet Amt Züssow tillsammans med kommunerna Bandelin, Gribow, Groß Kiesow, Groß Polzin, Gützkow, Klein Bünzow, Murchin, Rubkow, Schmatzin, Wrangelsburg, Ziethen och Züssow.